# Timandra amataria
Timandra amataria là một loài bướm đêm trong họ Geometridae.